# Johannes Justus Lansperger
Johannes Justus Lansperger (Landsberg am Lech, 1489 – Colonia, 10 agosto 1539) è stato un monaco cristiano e scrittore tedesco, appartenente all'ordine dei Certosini.
Il suo cognome era Gerecht, di cui Justus è la traduzione latina. L'appellativo con il quale è generalmente conosciuto, Lanspergius (latinizzazione di 'Landsberg'), deriva dalla sua città di nascita. 

## Biografia
Dopo aver studiato filosofia all'Università di Colonia, entrò nell'ordine monastico dei Certosini all'età di 20 anni (1509), nella certosa di santa Barbara a Colonia. Nel 1520 divenne capo dei novizi e 1530 priore della certosa di Cantave vicino Jülich, dove secondo Hartzheim fu anche predicatore (concionator) alla corte di Guglielmo, duca di Jülich, e confessore della madre del duca. Il clima malsano di quel paese, insieme alla fatica derivante dalle sue continue creazioni letterarie e delle sue austerità eccessive, minarono la sua salute, già compromessa da vari disturbi, tanto che nel 1534, dovette tornare a Colonia, dove pochi anni dopo fu nominato vice priore e rimase in quella carica fino alla sua morte.
Egli fu un monaco dalla vita santa, impiegando nella preghiera tutto il tempo che poteva risparmiare dai suoi doveri verso gli altri, nella contemplazione e lnela scrittura su temi ascetici e mistici.

## Opere
I suoi lavori letterari comprendono parafrasi e omelie delle epistole e dei Vangeli per l'anno liturgico, sermoni per le domeniche e le feste, meditazioni e discorsi sulla vita e Passione di Gesù Cristo, e una varietà di trattati, sermoni, lettere, meditazioni e altro su soggetti attinenti alla vita spirituale.
Non fu un polemista. Tra le sue produzioni le uniche ad essere controversistiche sono due tesi contro gli errori del Luteranesimo (dal punto di vista cattolico) e in difesa della vita monastica. Questi due trattati sono anche tutto ciò che scrisse in tedesco, visto che gli altri suoi scritti sono in latino. 
La caratteristica principale dei suoi scritti è un'ardente e tenera pietà. L'amore di Dio per l'uomo, che richiede un corrispondente amore dell'uomo per Dio, è il suo solito tema trattato in vari modi. Una cosa particolarmente degna di essere rimarcata è la frequenza con la quale parla del Cuore di Gesù, ed esorta pressantemente ogni cristiano a prendere il Sacro Cuore come il soggetto di speciale amore, venerazione e imitazione. In effetti si può forse dire che nessuno prima di lui aveva previsto e spiegato in modo chiaro i principi su cui questa devozione è basata, e non aveva sviluppato la loro applicazione pratica. Fu uno degli ultimi, e forse il più preciso nel linguaggio, di coloro i cui insegnamenti scritti spianarono la strada a santa Margherita Maria Alacoque e alla sua missione, e contribuirono a preparare la mente cattolica alla grande devozione dei tempi moderni. A lui si deve la prima edizione latina (Colonia, 1536) delle Rivelazioni di Santa Gertrude.
Il suo trattato più noto è Alloquia Jesu Christi ad animam fidelem, che venne poi tradotto in spagnolo, italiano, francese e inglese. La traduzione in inglese, fatta da Philip Howard, XX conte di Arundel, che morì nella Torre di Londra sotto Elisabetta I Tudor, ha raggiunto la quarta edizione (London, 1867).
Una nuova e revisionata edizione delle opere di Lanspergius in latino venne pubblicata dall'editrice certosina di Notre-Dame des Prés (Tournai, 1890), in cinque volumi. La stessa editrice ha pubblicato separatamente Pharetra Divini Amoris (18mo., 1892) e una versione in francese di Alloquia, intitolata Entretiens de Jésus Christ avec l'âme fidèle (18mo, 1896).